# Frederick Hugh Herbert
Frederick Hugh Herbert (Vienna, 29 maggio 1897 – Beverly Hills, 17 maggio 1958) è stato un commediografo, sceneggiatore, scrittore e regista austriaco.
Non va confuso con il quasi omonimo attore Hugh Herbert.

## Biografia
Studiò all'University of London, iniziò la sua carriera nel 1926. Come regista diresse una giovane Marilyn Monroe in uno dei suoi primi film, Scudda Hoo! Scudda Hay! (1948).

## Filmografia

### Sceneggiatura
- Sesso... che non tramonta (The Waning Sex), regia di Robert Z. Leonard (1926)
- There You Are!, regia di Edward Sedgwick (1926)
- Tua moglie ad ogni costo (The Demi-Bride), regia di Robert Z. Leonard (1927)
- On Ze Boulevard, regia di Harry F. Millarde (1927)
- Adamo e il peccato (Adam and Evil), regia di Robert Z. Leonard (1927)
- Tea for Three, regia di Robert Z. Leonard (1927)
- Baby Mine, regia di Robert Z. Leonard (1928)
- Miss Information, regia di Bryan Foy (1928)
- Retribution, regia di Archie Mayo (1928)
- The Swell Head, regia di Bryan Foy (1928)
- Lo specchio dell'amore (Beau Broadway), regia di Malcolm St. Clair (1928)
- Hollywood Bound
- Il fidanzato di cartone (The Cardboard Lover), regia di Robert Z. Leonard (1928)
- The Baby Cyclone, regia di A. Edward Sutherland (1928)
- La via delle stelle (The Air Circus), regia di Howard Hawks e Lewis Seiler - dialoghi (1928)
- A Single Man, regia di Harry Beaumont (1929)
- Vicini rumorosi (Noisy Neighbors), regia di Charles Reisner (1929)
- L'assassinio sul tetto (Murder on the Roof), regia di George B. Seitz - adattamento (1930)
- Congo (Vengeance), regia di Archie Mayo (1930)
- Dall'ombra alla luce (Road to Paradise), regia di William Beaudine (1930)
- La banda dei fantasmi (Remote Control), regia di Nick Grinde, Edward Sedgwick e Malcolm St. Clair (1930)
- Hotel Continental, regia di Christy Cabanne (1932)
- Vanity Fair, regia di Chester M. Franklin (1932)
- The Stoker, regia di Chester M. Franklin (1932)
- Those We Love, regia di Robert Florey (1932)
- A Parisian Romance, regia di Chester M. Franklin (1932)
- The Penal Code, regia di George Melford (1932)
- The Constant Woman, regia di Victor Schertzinger (1933)
- Daring Daughters, regia di Christy Cabanne (1933)
- One Year Later, regia di E. Mason Hopper - soggetto e sceneggiatura (1933)
- The Women in His Life, regia di George B. Seitz - sceneggiatura originale (1933)
- A lume di candela (By Candlelight), regia di James Whale - sceneggiatura (1933)
- Le armi di Eva (Fashions of 1934), regia di William Dieterle (1934)
- Journal of a Crime, regia di William Keighley (1934)
- Smarty, regia di Robert Florey (1934)
- The Personality Kid, regia di Alan Crosland (1934)
- Friends of Mr. Sweeney, regia di Edward Ludwig (1934)
- The Dragon Murder Case, regia di H. Bruce Humberstone (1934)
- La sposa nell'ombra (The Secret Bride), regia di William Dieterle (1934)
- Il sapore di un bacio (Traveling Saleslady), regia di Ray Enright (1935)
- People Will Talk, regia di Alfred Santell (1935)
- We're in the Money, regia di Ray Enright (1935)
- Personal Maid's Secret , regia di Arthur Greville Collins (1934)
- The Widow from Monte Carlo, regia di Arthur Greville Collins (1935)
- Sarò tua (If You Could Only Cook), regia di William A. Seiter (1935)
- Colleen, regia di Alfred E. Green (1936)
- Snowed Under, regia di Ray Enright (1936)
- Il mistero del gatto grigio (The Case of the Black Cat), regia di William C. McGann e, non accreditato, Alan Crosland (1936)
- Matrimonio d'occasione (As Good as Married), regia di Edward Buzzell (1937)
- Musica per signora (Music for Madame), regia di John G. Blystone (1937)
- The Road to Reno, regia di S. Sylvan Simon - adattamento (1938)
- L'ultima recita (Letter of Introduction), regia di John M. Stahl (1938)
- Quella certa età (That Certain Age), regia di Edward Ludwig - storia originale (1938)
- Forgotten Girls, regia di Phil Rosen - sceneggiatura (1940)
- Il generale Quantrill (Dark Command), regia di Raoul Walsh (1940)
- Women in War, regia di John H. Auer (1940)
- La valle dei monsoni (Three Faces West), regia di Bernard Vorhaus (1940)
- Hit Parade of 1941, regia di John H. Auer (1940)
- Eldorado (Melody Ranch), regia di Joseph Santley - sceneggiatura originale (1940)
- La vedova di West Point (West Point Widow), regia di Robert Siodmak (1941)
- Glamour Boy, regia di Ralph Murphy e, non accreditato, Ted Tetzlaff (1941)
- Volo notturno (Fly-By-Night), regia di Robert Siodmak - sceneggiatura (1942)
- Il mio cuore appartiene a papà (My Heart Belongs to Daddy), regia di Robert Siodmak e, non accreditato, Cullen Tate - sceneggiatura originale (1942)
- Prediletta di nessuno (Nobody's Darling), regia di Anthony Mann (1943)
- Ancora insieme (Together Again), regia di Charles Vidor (1944)
- Men in Her Diary, regia di Charles Barton - sceneggiatura (1945)
- Non parlare baciami! (Kiss and Tell), regia di Richard Wallace (1945)
- A Guy Could Change, regia di William K. Howard (1946)
- Home, Sweet Homicide, regia di Lloyd Bacon (1946)
- Margie, regia di Henry King (1946)
- Scudda Hoo! Scudda Hay!, regia di F. Hugh Herbert (1948)
- Governante rubacuori (Sitting Pretty), regia di Walter Lang (1948)
- Un bacio per Corliss (A Kiss for Corliss), regia di Richard Wallace (1949)
- Noi che ci amiamo (Our Very Own), regia di David Miller (1950)
- Mia moglie si sposa (Let's Make It Legal), regia di Richard Sale (1951)
- L'isola del piacere (The Girls of Pleasure Island), regia di Alvin Ganzer e F. Hugh Herbert (1953)
- La vergine sotto il tetto (The Moon Is Blue), regia di Otto Preminger (1953)
- Die Jungfrau auf dem Dach, regia di Otto Preminger (1953)
- La capannina (The Little Hut), regia di Mark Robson (1957)
- La tentazione del signor Smith (This Happy Feeling), regia di Blake Edwards (1958)

### Sceneggiature tv (parziale)
- For Love or Money, episodio di Tonight on Broadway (1948)
- For Love or Money, episodio di The Philco Television Playhouse (1949)
- For Love or Money, episodio di Robert Montgomery Presents (1951)
- Kiss and Tell, episodio Robert Montgomery Presents (1951)
- For Love or Money, episodio di Broadway Television Theatre (1952)
- Beija-me e Verás, episodio di Grande Teatro Tupi (1952)

### Regia
- Scudda Hoo! Scudda Hay! (1948)
- L'isola del piacere (The Girls of Pleasure Island), co-regia di Alvin Ganzer (1953)